# 宇佐美文理
宇佐美 文理（うさみ ぶんり、1959年 - ）は、中国美学・美術史研究者。文学博士（論文博士・2012年）。京都大学文学研究科教授。

## 来歴
愛知県生まれ。1989年京都大学大学院文学研究科博士後期課程研究指導認定。1991年信州大学教養部助手、92年講師、95年人文学部助教授、2001年京都大学人文科学研究所助教授、2003年京都大学大学院文学研究科助教授、2007年准教授、2012年「中國藝術理論史研究」で文学博士の学位を取得、同年教授。

## 著書
- 『歴代名画記 ―〈気〉の芸術論』（岩波書店〈書物誕生 あたらしい古典入門〉、2010年）
- 『中国絵画入門』（岩波新書、2014年）
- 『中国藝術理論史研究』（創文社〈東洋学叢書〉、2015年）、のち講談社「創文社オンデマンド叢書」電子書籍

### 編書
- 『芸術理論古典文献アンソロジー 東洋篇』（青木孝夫共編、藝術学舎〈芸術教養シリーズ〉、2014年）
- 『目録学に親しむ 漢籍を知る手引き』（永田知之・古勝隆一共著、「京大人文研漢籍セミナー」研文出版、2017年）

## 論文
- 「「古画品録」訳注」（『信州大学教養部紀要』第27号、1993年）
- 「六朝藝術論における気の問題」（『東方学報』京都第69冊、1997年）
- 「宋代絵画理論における「形象」の問題」（『日本中国学会報』第50集、1998年）
- 「「形」についての小考」（『中國文學報』第73冊、2007年）
- 「六朝時代における「信仰」の素描」（『三教交渉論叢續編』、2011年）
- 「模倣の価値」（『中国思想史研究』第31号、2011年）
- 「「形」と氣象」（『哲学研究』第593号、創文社、2012年4月）

## 参考
- [ISBN 978-4-00-028298-7]
- 京大文学研究科